# Galit Chait
Galit Chait, po mężu Moracci (hebr. ‏גלית חייט‎; ur. 29 stycznia 1975 w Kefar Sawie) – izraelska łyżwiarka figurowa, startująca w parach tanecznych z Siergiejem Sachnowskim. 3-krotna uczestnika igrzysk olimpijskich w: Nagano (1998), Salt Lake City (2002) i Turynie (2006), brązowa medalistka mistrzostw świata (2002), medalistka zawodów z cyklu Grand Prix oraz 9-krotna mistrzyni Izraela (1996–1998, 2000–2005). Zakończyła karierę amatorską w 2007 roku.
23 sierpnia 2008 w New Jersey poślubiła włoskiego policjanta Francesco Moracci. Następnie 13 września tego samego roku odbyła się druga ceremonia zaślubin, tym razem we włoskiej Florencji. Para poznała się podczas zimowych igrzysk olimpijskich 2006 w Turynie, gdzie Moracci był funkcjonariuszem policji oddelegowanym do ochrony reprezentacji Izraela w której występowała Galit. W 2009 Galit urodziła córkę Raffaellę, zaś w 2011 roku drugą córkę Gabriellę.
Po zakończeniu kariery amatorskiej została trenerką łyżwiarstwa m.in. izraelskiej reprezentacji narodowej.

## Osiągnięcia

### Z Siergiejem Sachnowskim
| Zawody                        | 95–96          | 96–97          | 97–98          | 98–99          | 99–00          | 00–01          | 01–02          | 02–03          | 03–04          | 04–05          | 05–06          |                |                |                |                |                |                |
| Międzynarodowe                | Międzynarodowe | Międzynarodowe | Międzynarodowe | Międzynarodowe | Międzynarodowe | Międzynarodowe | Międzynarodowe | Międzynarodowe | Międzynarodowe | Międzynarodowe | Międzynarodowe | Międzynarodowe | Międzynarodowe | Międzynarodowe | Międzynarodowe | Międzynarodowe | Międzynarodowe |
| ----------------------------- | -------------- | -------------- | -------------- | -------------- | -------------- | -------------- | -------------- | -------------- | -------------- | -------------- | -------------- | -------------- | -------------- | -------------- | -------------- | -------------- | -------------- |
| Igrzyska olimpijskie          |                |                | 14             |                |                |                | 6              |                |                |                | 8              |                |                |                |                |                |                |
| Mistrzostwa świata            | 23             | 18             | 14             | 13             | 5              | 6              | 3              | 6              | 7              | 6              | 6              |                |                |                |                |                |                |
| Mistrzostwa Europy            |                | 14             | 12             | 10             | 6              | 5              | 5              | 6              | 5              | 4              | 5              |                |                |                |                |                |                |
| GP Finał Grand Prix           |                |                |                |                |                | 4              | 5              | 5              |                | 4              | 4              |                |                |                |                |                |                |
| GP Bofrost Cup on Ice         |                |                | 7              | 5              |                |                |                | 2              |                |                |                |                |                |                |                |                |                |
| GP Cup of China               |                |                |                |                |                |                |                |                |                | 2              | 2              |                |                |                |                |                |                |
| GP NHK Trophy                 |                |                | 7              |                | 5              |                |                | 3              | 3              |                |                |                |                |                |                |                |                |
| GP Cup of Russia              |                | 7              |                |                |                | 3              | 2              |                | 3              |                | 2              |                |                |                |                |                |                |
| GP Skate America              |                |                |                |                |                | 4              | 2              | 4              |                | 2              |                |                |                |                |                |                |                |
| GP Skate Canada International |                |                |                |                |                | 2              | 2              |                | 4              | 3              |                |                |                |                |                |                |                |
| GP Trophée Lalique            |                |                |                | 5              | 6              |                |                |                |                |                |                |                |                |                |                |                |                |
| Memoriał Karla Schäfera       |                |                | 3              |                |                |                |                |                |                |                |                |                |                |                |                |                |                |
| Nebelhorn Trophy              | 9              |                |                |                |                |                |                |                |                |                |                |                |                |                |                |                |                |
| Lysiane Lauret Challenge      |                |                | 1              |                |                |                |                |                |                |                |                |                |                |                |                |                |                |
| Skate Israel                  | 6              | 2              | 1              | 1              | 1              |                |                |                | 1              |                | 1              |                |                |                |                |                |                |
| Igrzyska dobrej woli          |                |                |                |                |                |                | 2              |                |                |                |                |                |                |                |                |                |                |
| Krajowe                       |                |                |                |                |                |                |                |                |                |                |                |                |                |                |                |                |                |
| Mistrzostwa Izraela           | 1              | 1              | 1              |                | 1              | 1              | 1              | 1              | 1              | 1              |                |                |                |                |                |                |                |

### Z Maksimem Siewostianowem
| Zawody                  | 92–93          | 93–94          | 94–95          |                |                |                |                |                |                |                |                |                |                |                |                |                |                |
| Międzynarodowe          | Międzynarodowe | Międzynarodowe | Międzynarodowe | Międzynarodowe | Międzynarodowe | Międzynarodowe | Międzynarodowe | Międzynarodowe | Międzynarodowe | Międzynarodowe | Międzynarodowe | Międzynarodowe | Międzynarodowe | Międzynarodowe | Międzynarodowe | Międzynarodowe | Międzynarodowe |
| ----------------------- | -------------- | -------------- | -------------- | -------------- | -------------- | -------------- | -------------- | -------------- | -------------- | -------------- | -------------- | -------------- | -------------- | -------------- | -------------- | -------------- | -------------- |
| Mistrzostwa świata      |                | 28             |                |                |                |                |                |                |                |                |                |                |                |                |                |                |                |
| Memoriał Karla Schäfera |                |                | 7              |                |                |                |                |                |                |                |                |                |                |                |                |                |                |
| Nebelhorn Trophy        |                |                | 10             |                |                |                |                |                |                |                |                |                |                |                |                |                |                |
| Krajowe                 |                |                |                |                |                |                |                |                |                |                |                |                |                |                |                |                |                |
| Mistrzostwa Izraela     |                |                | 6              |                |                |                |                |                |                |                |                |                |                |                |                |                |                |